# False Pass
False Pass ist eine Siedlung im US-Bundesstaat Alaska, die den Status einer City besitzt. Die Einwohnerzahl beträgt 397 (Stand: 2020). Der Ort befindet sich im Aleutians East Borough und liegt auf den Aleuten an der Ostküste der Insel Unimak. Nach dem United States Census 2000 sind 62,5 % der Einwohner indigener Abstammung. Ein unbewohnter Teil von False Pass liegt, durch die Isanotski Strait von den Aleuten getrennt, auf der Alaska-Halbinsel.

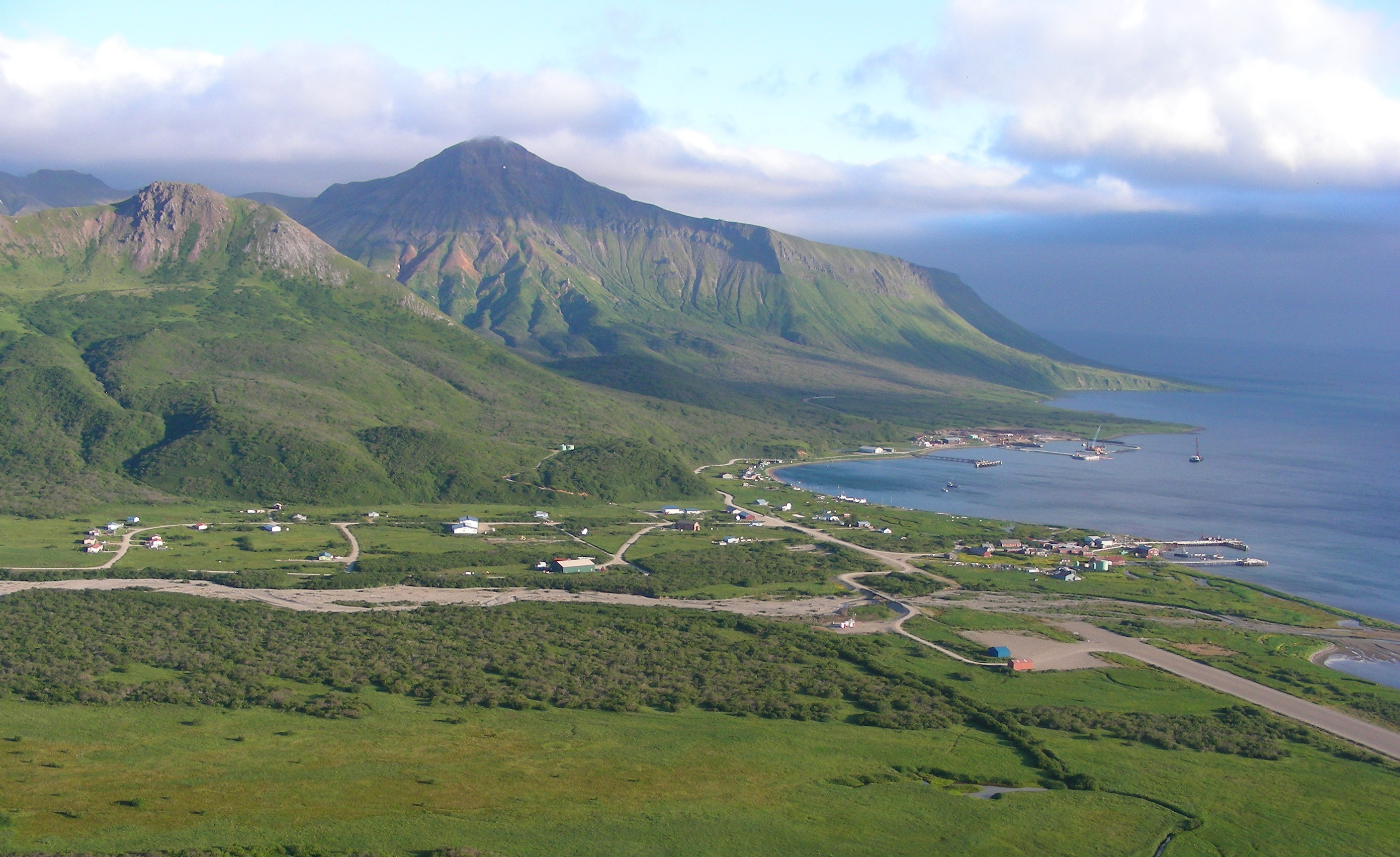
Blick auf False Pass

Der Name der Ortschaft hat seinen Ursprung in der geringen Tiefe des Beringmeers am nördlichen Ende der Isanotski Strait, die es größeren Schiffen unmöglich macht, dort zu fahren, und für diese die Passage vom Golf von Alaska somit „falsch“ (engl. false) ist.
False Pass wurde zu Beginn des 20. Jahrhunderts erstmals besiedelt. 1917 nahm eine Fischverarbeitungsfabrik die Produktion auf, die bis 1981, als sie durch ein Feuer zerstört wurde, in Betrieb war.
Der Ort ist an das Fährsystem des Alaska Marine Highways angebunden.